# Префектура Токусіма
Префекту́ра Токуші́ма (яп. 徳島県, とくしまけん, МФА: [toku̥ɕima keɴ]?) — префектура в Японії, в регіоні Шікоку.  Розташована в східній частині острова Шікоку, на березі Тихого океану, в Західній Японії. Адміністративний центр префектури — Токушіма. Межує з префектурами Каґава, Ехіме, Коті, а також Хьоґо й Вакаяма через протоку Кії. Заснована 1871 
року на основі провінції Ава. Площа становить 4146,67 км². Станом на 1 серпня 2012 року в префектурі мешкало 776 130 осіб. Густота населення становила 187 осіб/км². Основою економіки є сільське господарство — рисівництво, городництво і птахівництво.

## Галерея

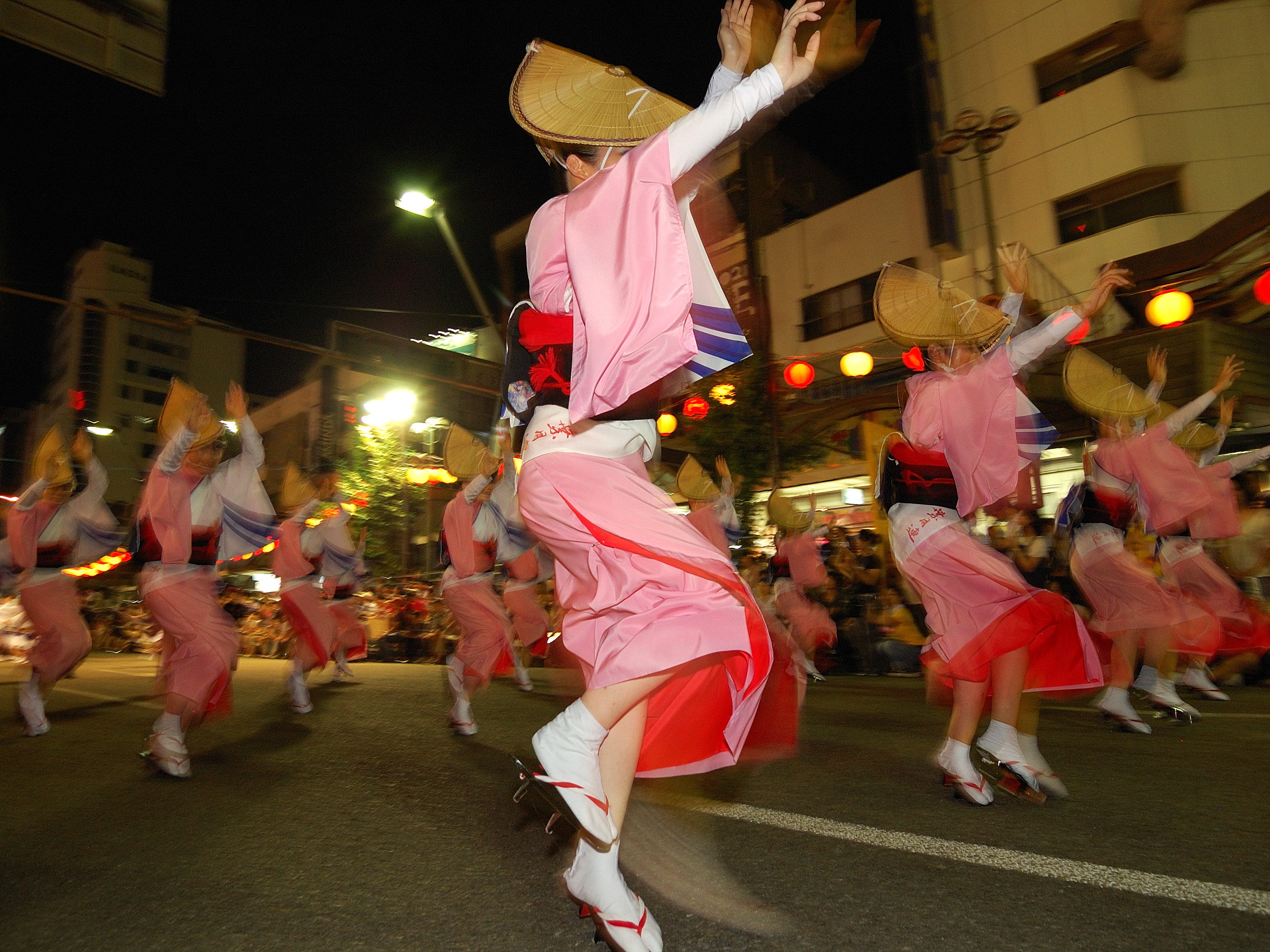
Авський танок
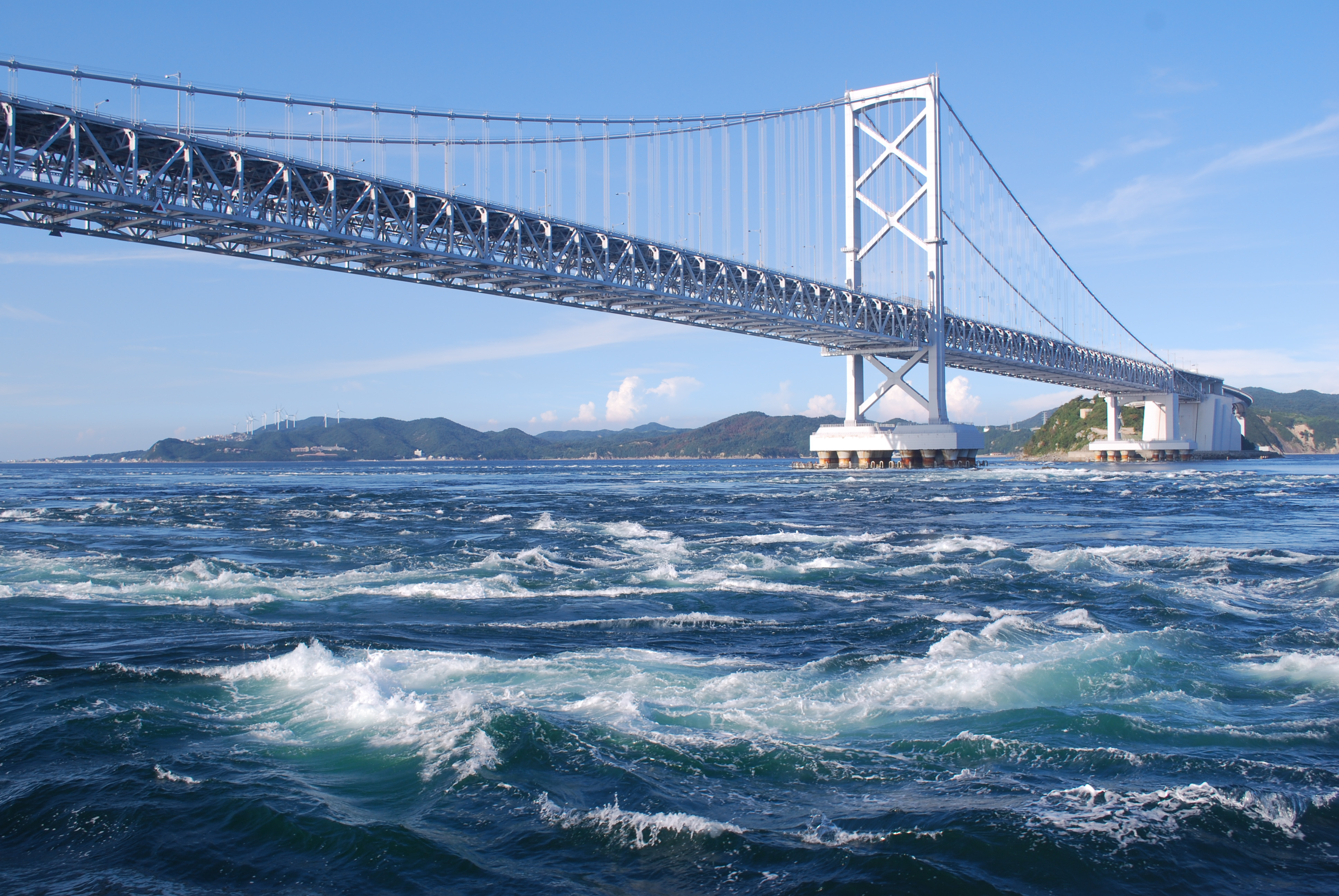
Міст Великого Наруто
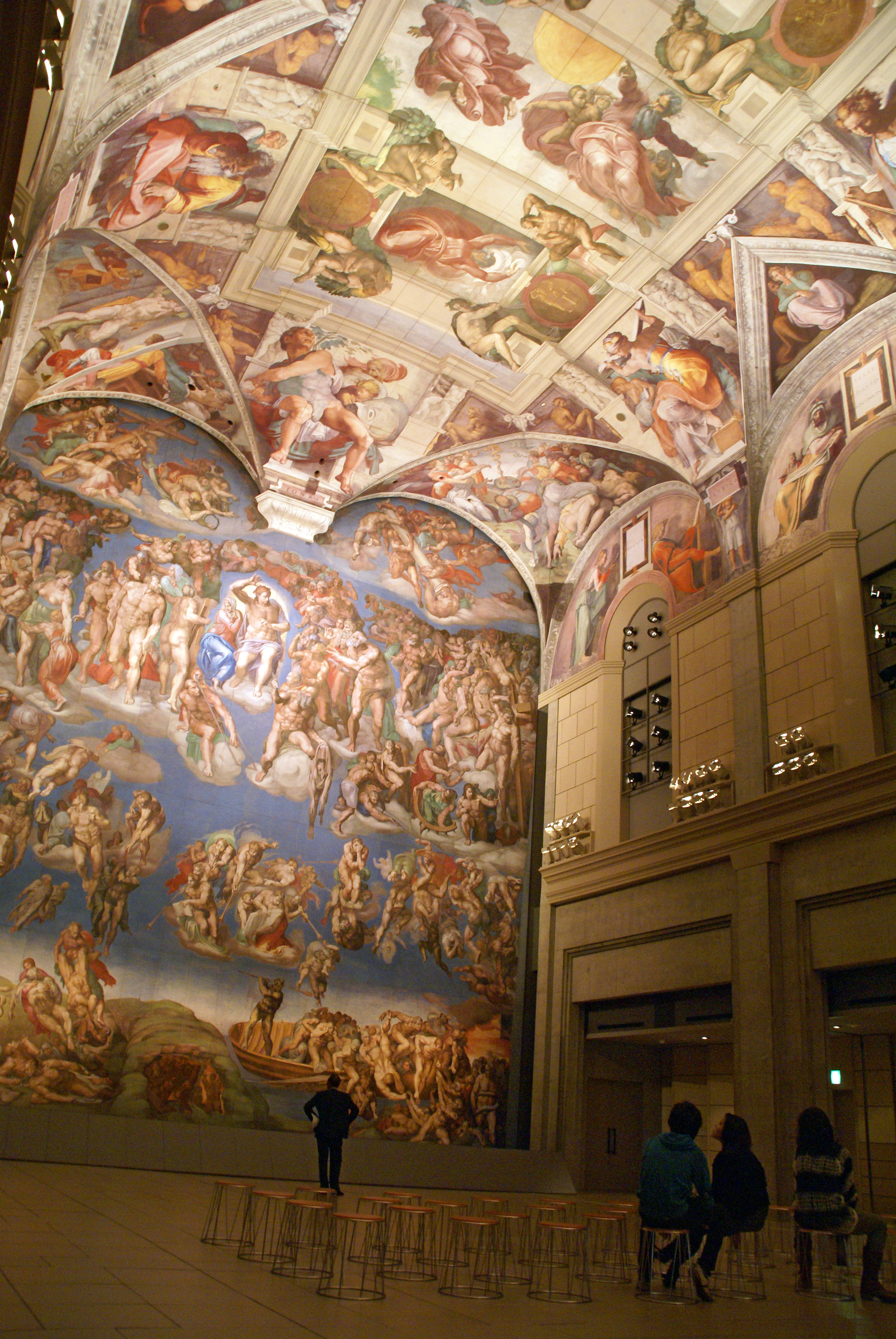
Музей мистецтв Оцука
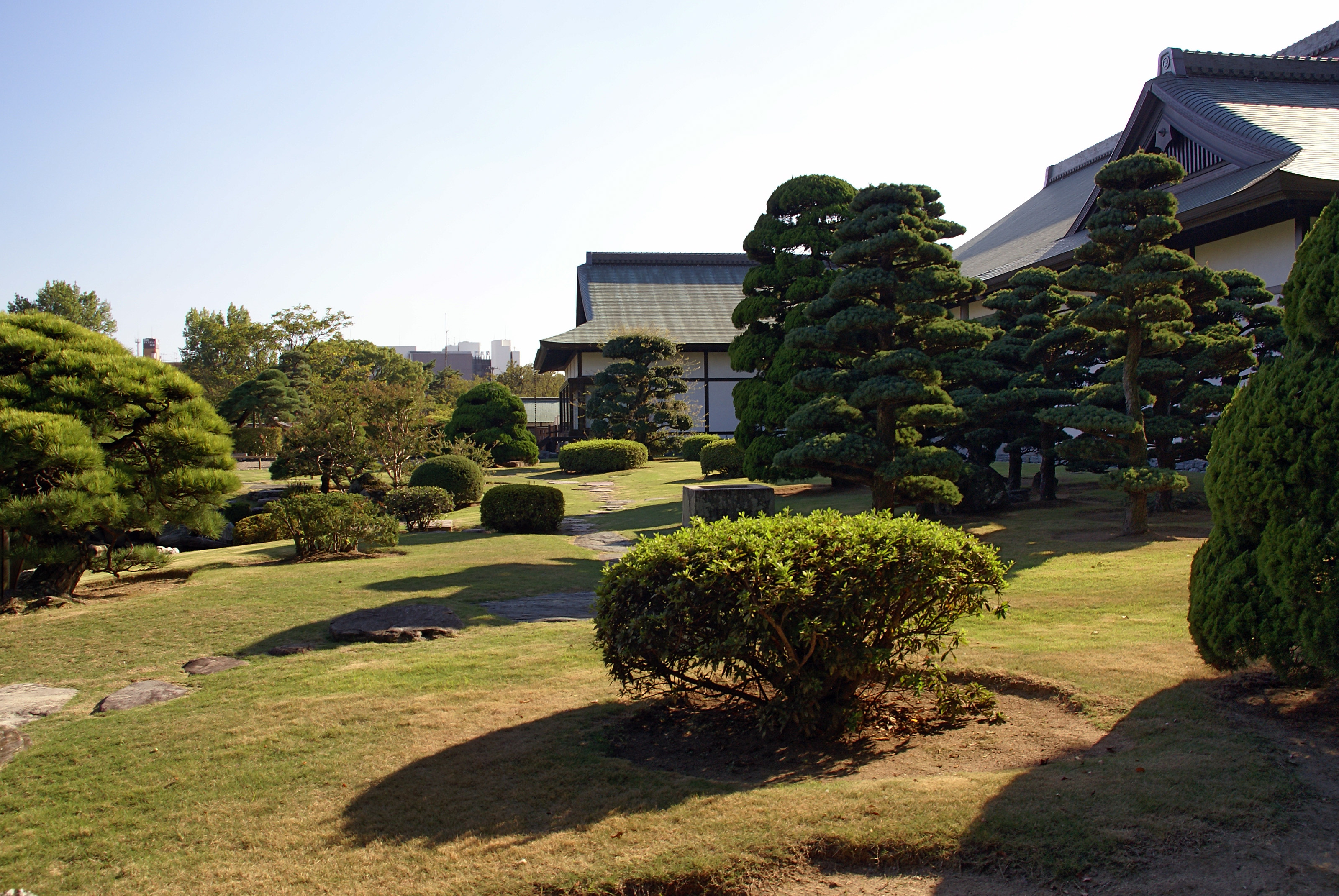
Токушімський замок
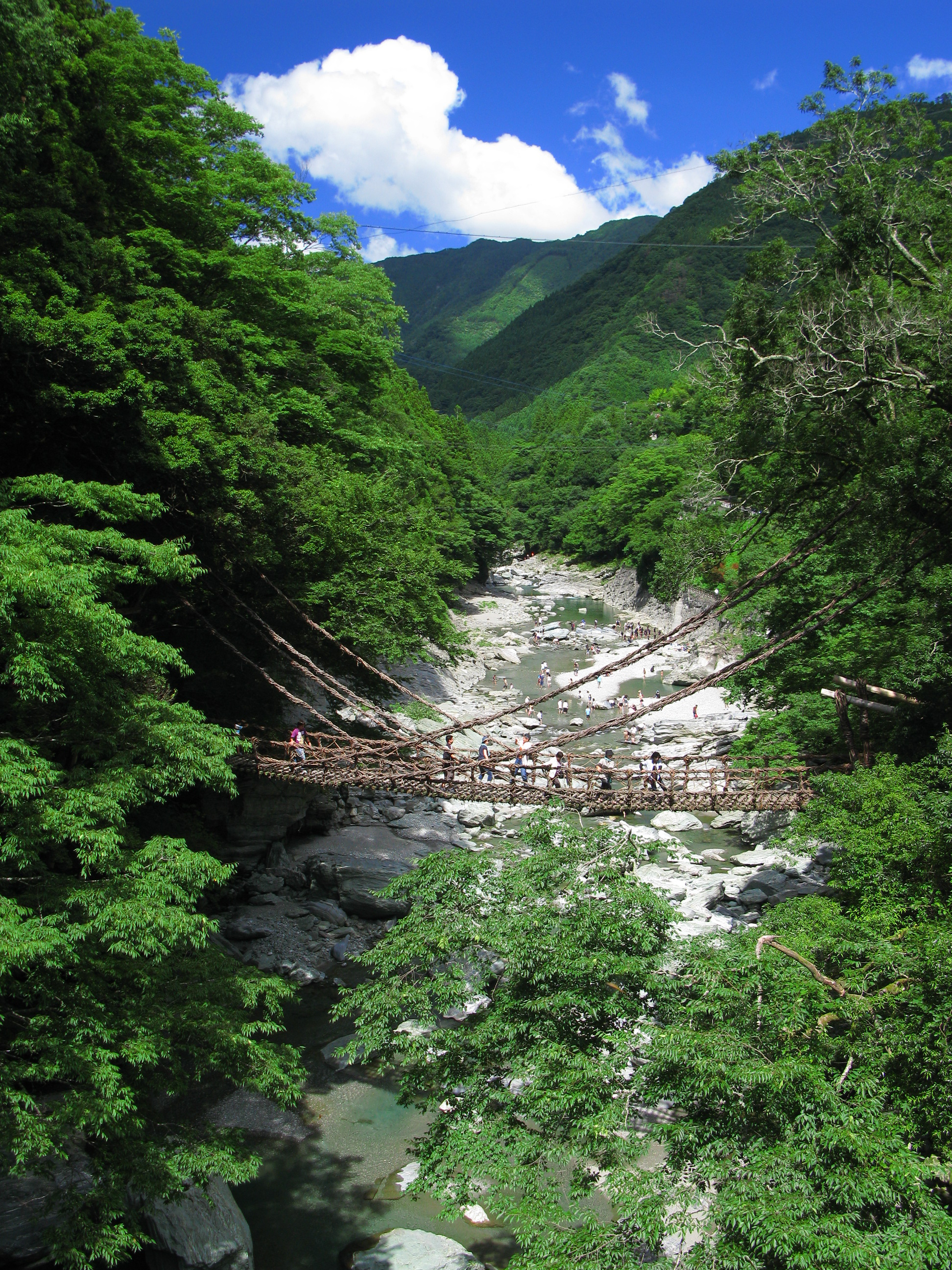
Міст Кадзурано
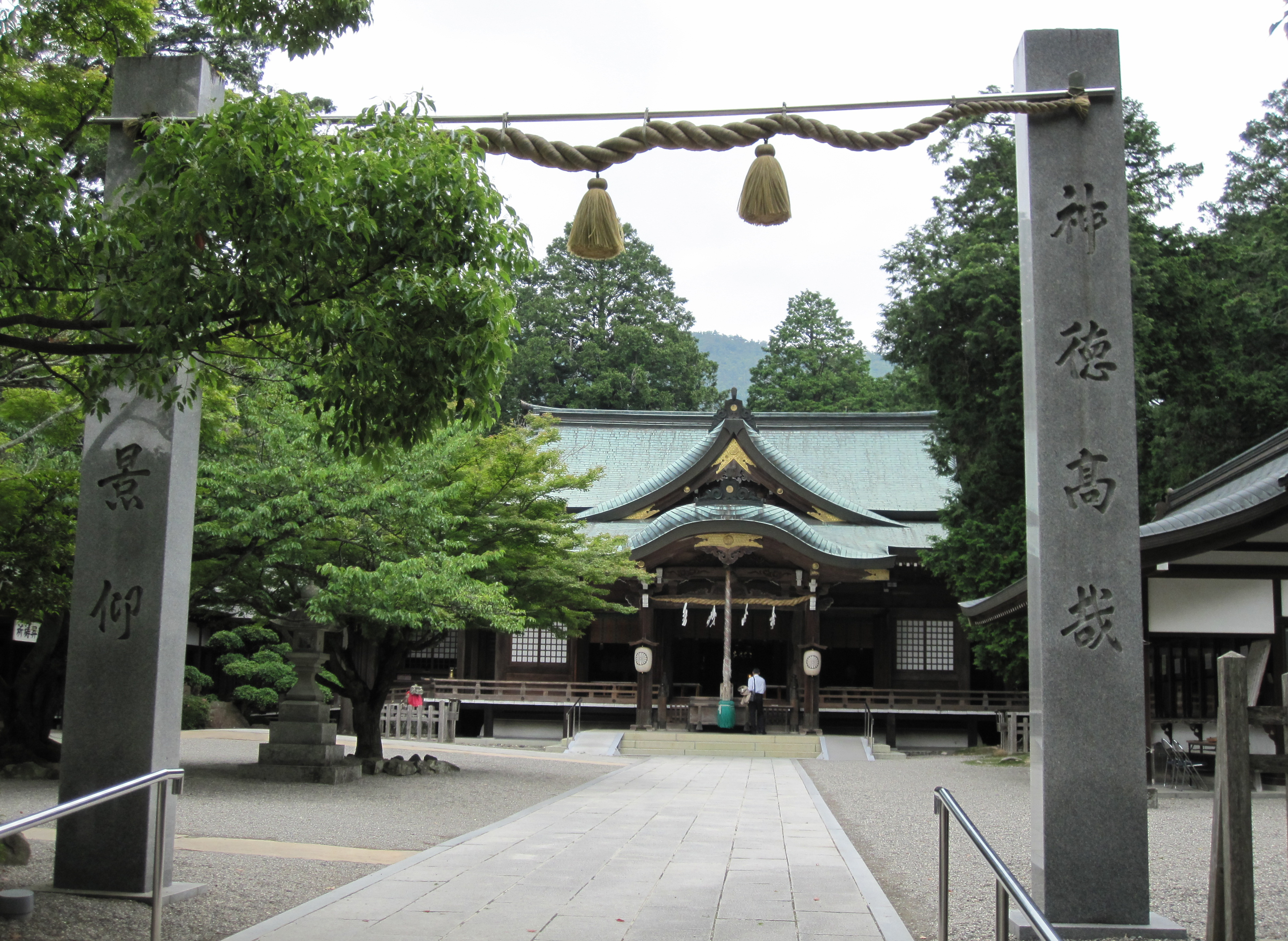
Святилище Оасахіко
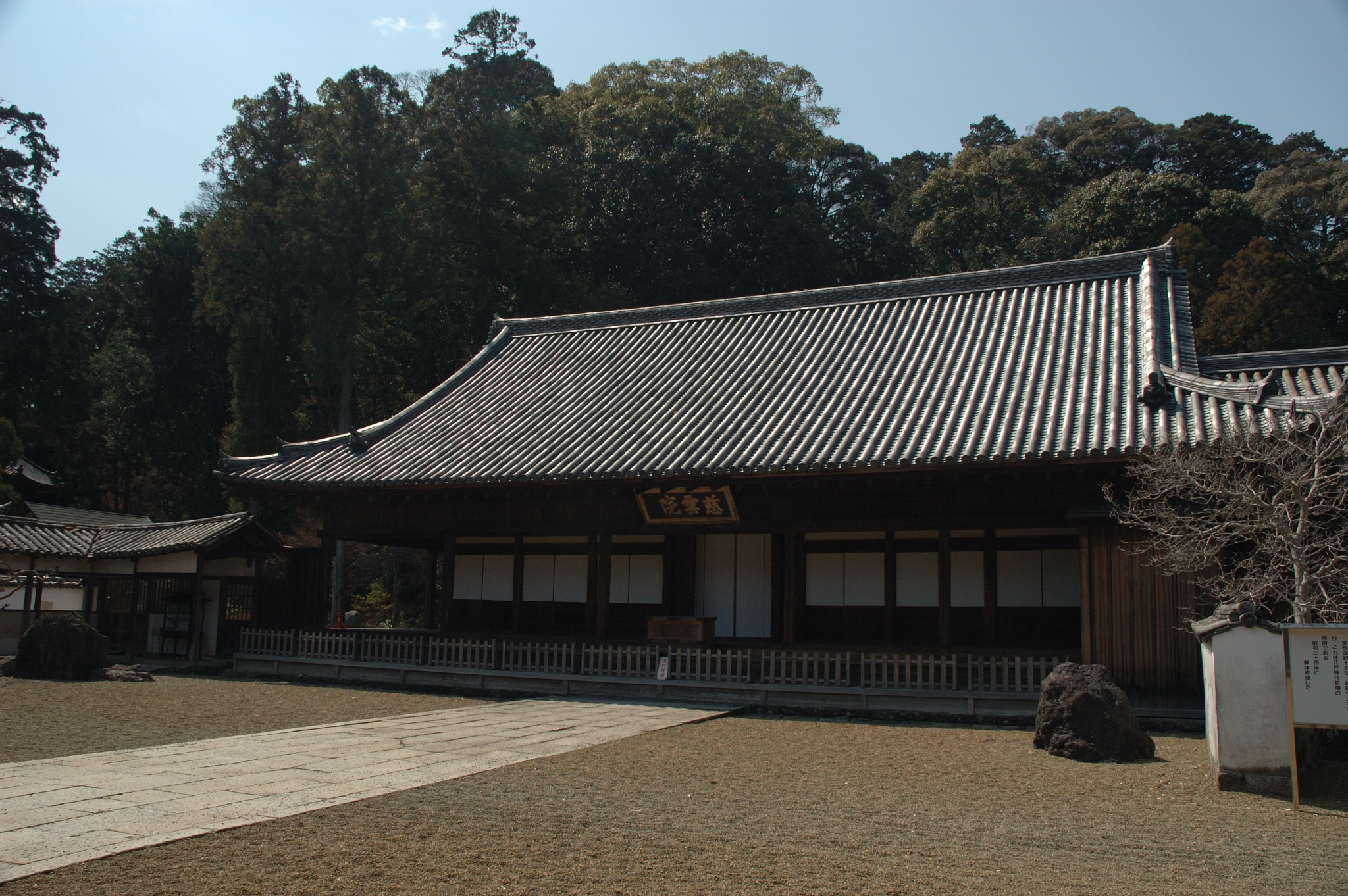
Монастир Джьороку

## Адміністративний поділ
У префектурі Токусіма розташовано 8 міст та 8 повітів (15 селищ та одне село).

## Символіка
Емблема префектури була створена 18 березня 1966. Вона складається зі стилізованих символів хіраґани «току» (яп. とく) і птаха, що летить. Емблема символізує прагнення префектури до гармонії, об'єднання та розвитку. Прапор префектури не затверджувався. Як квітку префектури 4 жовтня 1974 вибрали судакі, деревом обрали червону восковницю (13 вересня 1966), а птицею — чепуру велику (1 жовтня 1965).